# Beyond the Labyrinth
Beyond the Labyrinth (ラビリンスの彼方?, Rabirinsu no Kanata) è un dungeon crawler RPG video game sviluppato da tri-Ace e pubblicato dalla Konami per Nintendo 3DS. Il titolo si concentra su un gruppo di giocatori di un gioco online che si ritrovano catapultati in mondo completamente differente da quello reale; lì incontrano una ragazza, con cui dovranno collaborare per uscire dalla serie di labirinti che si troveranno davanti.
In Beyond the Labyrinth sono state notate alcune similitudini al gioco ICO. Il sistema di combattimento del gioco mischia elementi in tempo reale ad elementi a turni, più tipici dei giochi di ruolo. La colonna sonora del gioco è stata composta da Motoi Sakuraba. Il doppiaggio del gioco è stato eseguito da 2 doppiatori ben conosciuti, Haruka Tomatsu e Takehito Koyasu.

## Modalità di gioco
Il gameplay in Beyond the Labyrinth avviene principalmente in un mondo 3D, il giocatore controlla un gruppo di 4 personaggi, con visualizzazione in prima persona. L'esplorazione avviene tramite alcune strutture labirintiche, in cui esistono mostri e oggetti. Dopo un breve segmento introduttivo il giocatore conosce una giovane ragazza, che accompagnerà il party per il resto dell'avventura. Anche se la ragazza non è in grado di utilizzare la magia all'inizio, presto diverrà in grado di fare alcune azioni, non controllabili dal giocatore, con la funzione di aiutare lo svolgimento del gioco.
Ogni giocatore ha una barra della salute, ogni attacco ricevuto abbassa la barra di un singolo personaggio alla volta. Dopo un segmento iniziale, anche la ragazza otterrà una barra della salute a sé stante, se verrà completamente svuotata (o se tutto il party perderà tutti gli HP), si raggiungerà il Game Over. Nel corso del gioco ci sono alcune postazioni in cui si può salvare la partita, oltre che recuperare tutti gli HP.

### Sistema di combattimento
Il sistema di combattimento combina elementi a turni con elementi in tempo reale e dalla nota morra cinese, ci sono tre categorie di magia - fuoco, ghiaccio, e vento— che a ciclo sono resistenti o deboli l'una con l'altra. Nel gioco, il ghiaccio (carta) batte il fuoco (sasso) che batte il vento (forbici) che a sua volta batte il ghiaccio. Il gruppo può quindi incontrare mostri che ricadono in una di queste tre categorie.
La quantità di danno che il giocatore può infliggere dipende quindi dal tipo di magia che utilizza, quello contro la quale sta attaccando e il livello di attacco raggiunto (migliorabile tramite punti esperienza accumulati nel corso della partita). I danni inflitti a una categoria "debole" alla propria magia rimangono "sospesi", ovvero verranno assunti dal prossimo personaggio (sia dei nostri sia dei nemici) con quella tipologia ad attaccare.
Il giocatore potrà utilizzare tutti e tre i tipi di magia. Ci sono un totale di 10 livelli di attacco; più alto il livello, più a lungo dovrà ricaricarsi dopo l'attacco per il prossimo turno.

## Storia
Il protagonista (e gli altri personaggi del party) è un giocatore di "Beyond the Labyrinth", un RPG online, creato come gioco 8-bit in prima persona. Alla partita del giocatore si aggiungono quindi altri 3 personaggi,-"Pokira" (ポキーラ), un maschio educato; "Nerikeshi" (ねりけし), un maschio sarcastico e "LiLy", una ragazza sensibile e curiosa— tutti comunicano tramite una chat in-game. Nel mondo "dei labirinti" i giocatori incontrano una ragazza, il quale nome non viene mai menzionato, denominata quindi girl (女の子?, On'nanoko) (semplicemente, Ragazza, con la voce di Haruka Tomatsu), caduta nella struttura labirintica per sbaglio. Il nostro party decide quindi di unirsi alla ragazza per cercare una via d'uscita.

## Sviluppo
Il gioco è stato prodotto da Shingo Mukaitoge, già sviluppatore di Elebits e Dewy's Adventure per Wii, sotto la direzione di Takayuki Suguro, già director di Valkyrie Profile 2: Silmeria.
Poco dopo l'annuncio del gioco, venne pubblicata un artwork di una ragazza, i creatori dissero che nonostante non fosse un personaggio giocabile, si trattava del personaggio attorno al quale era incentrata la trama.

## Critica
Il gioco è stato recensito da Famitsū con un punteggio di 31/40.